# اوفنبوتل
اوفنبوتل (به آلمانی: Offenbüttel) یک شهر در آلمان است که در دیمارشن واقع شده‌است. اوفنبوتل ۲۹۴ نفر جمعیت دارد.